# Janusz Nasfeter
Janusz Nasfeter (Varsòvia, 15 d'agost de 1920 – 1 d'abril de 1998) va ser un escriptor, guionista i director de cinema polonès. Es va graduar a l'Escola Nacional de Cinematografia de Łódź (1951). Molt conegut per les pel·lícules adreçades a nens però amb un significat universal, per les quals va rebre nombrosos premis als festivals de cinema de Gdańsk, Sant Sebastià, Moscou, Belgrad, Venècia, Teheran i molts altres.
A la dècada dels seixanta, va aconseguir també fer un film de guerra Ranny w lesie (1964), el drama bèl·lic psicològic Weekend z dziewczyną (1968), així com el thriller criminal Zbrodniarz i panna (1963) amb Zbigniew Cybulski i Niekochana (1966) amb Elżbieta Czyżewska.

## Filmografia selecta
- Królowa pszczół (1977) (Reina de les abelles)
- Nie będę cię kochać (1974) (Jo no t'estimo)
- Motyle (1973) (Papallones)
- Ten okrutny, nikczemny chłopak (1972) (Aquest noi cruel i malvat)
- Abel, twój brat (1970) (Abel, el teu germà)
- Weekend z dziewczyną (1968) (Cap de setmana amb una noia)
- Niekochana (1966) (No estimada)
- Ranny w lesie (1964) (Els ferits al bosc)
- Zbrodniarz i panna (1963) (El criminal i la donzella)
- Kolorowe pończochy (1960) (Mitges de colors)
- Małe dramaty (1958) (Petits drames)